# Crkva sv. Ane u Rozgi
Crkva sv. Ane (Rozga), rimokatolička crkva u mjestu Rozga, u općini Dubravica, zaštićeno kulturno dobro.

## Opis dobra
Župna crkva sv. Ane u Rozgi smještena je uz cestu koja iz smjera Kraja Donjeg vodi prema Pušći. Svetištem je okrenuta prema cesti i okružena cinktorom. Crkva je sagrađena 1842. godine u kasnobarokno-klasicističkom stilu kao jednobrodna građevina sa zvonikom iznad glavnoga pročelja i užim segmentnim svetištem. Unutrašnjost crkve svođena je s tri polja pruskih svodova na pravokutnoj osnovi, odijeljenih pojasnicama između polustupova zaključenih toskanskim kapitelima te baldahinskim svodom iznad svetišta. Kasnobaroknom koncepcijom prostora i klasicističkim stilskim karakteristikama župna crkva sv. Ane u Rozgi predstavlja kvalitetno ostvarenje sakralne arhitekture 19. stoljeća u sjeverozapadnoj Hrvatskoj.

## Zaštita
Pod oznakom Z-5882 zavedena je kao nepokretno kulturno dobro - pojedinačno, pravna statusa zaštićena kulturnog dobra, klasificirano kao "sakralna graditeljska baština".